# Terminator 3: la rebelión de las Máquinas (videojuego)
Terminator 3: Rise of the Machines (Terminator 3: La Rebelión de las Máquinas en Latinoamérica y España) es un videojuego de disparos en primera persona de la película del mismo nombre. Fue lanzado el 11 de noviembre de 2003 para Xbox y PlayStation 2. Una versión para Game Boy Advance se estrenó el 23 de noviembre de 2003. Un juego de rompecabezas también fue lanzado para los teléfonos móviles. Se planeó lanzar una versión para Gamecube, pero fue cancelada por ser innecesaria.

## Jugabilidad
El videojuego sigue la historia de la película con fidelidad. A pesar de eso, existe fragilidad en las secuencias cinematográficas del videojuego.